# أليكس مندوزا
أليكس مندوزا (بالإنجليزية: Alex Mendoza)‏ (16 أغسطس 1990 في الولايات المتحدة - ) هو لاعب كرة قدم أمريكي في مركز الوسط. لعب مع نادي لاس فيغاس لايتس.

## وصلات خارجية
- أليكس مندوزا على موقع قاعدة بيانات كرة القدم.إي يو (الإنجليزية)